# Râul Cladova, Mureș
Râul Cladova este un curs de apă, afluent al râului Mureș. 